# Zenon Jaskuła
Zenon Władysław Jaskuła (ur. 4 czerwca 1962 w Śremie) – polski kolarz szosowy, początkowo amatorski (do 1989), następnie zawodowy (od 1990 do 1997), wicemistrz olimpijski i wicemistrz świata w wyścigu drużynowym; trzeci kolarz Tour de France (1993), wielokrotny mistrz Polski.

## Kariera sportowa

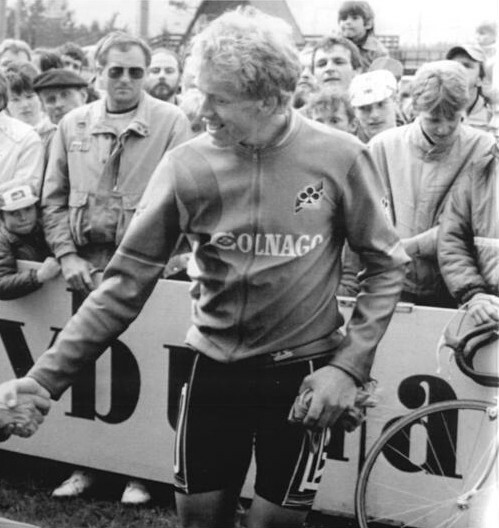
Zenon Jaskuła, 1987

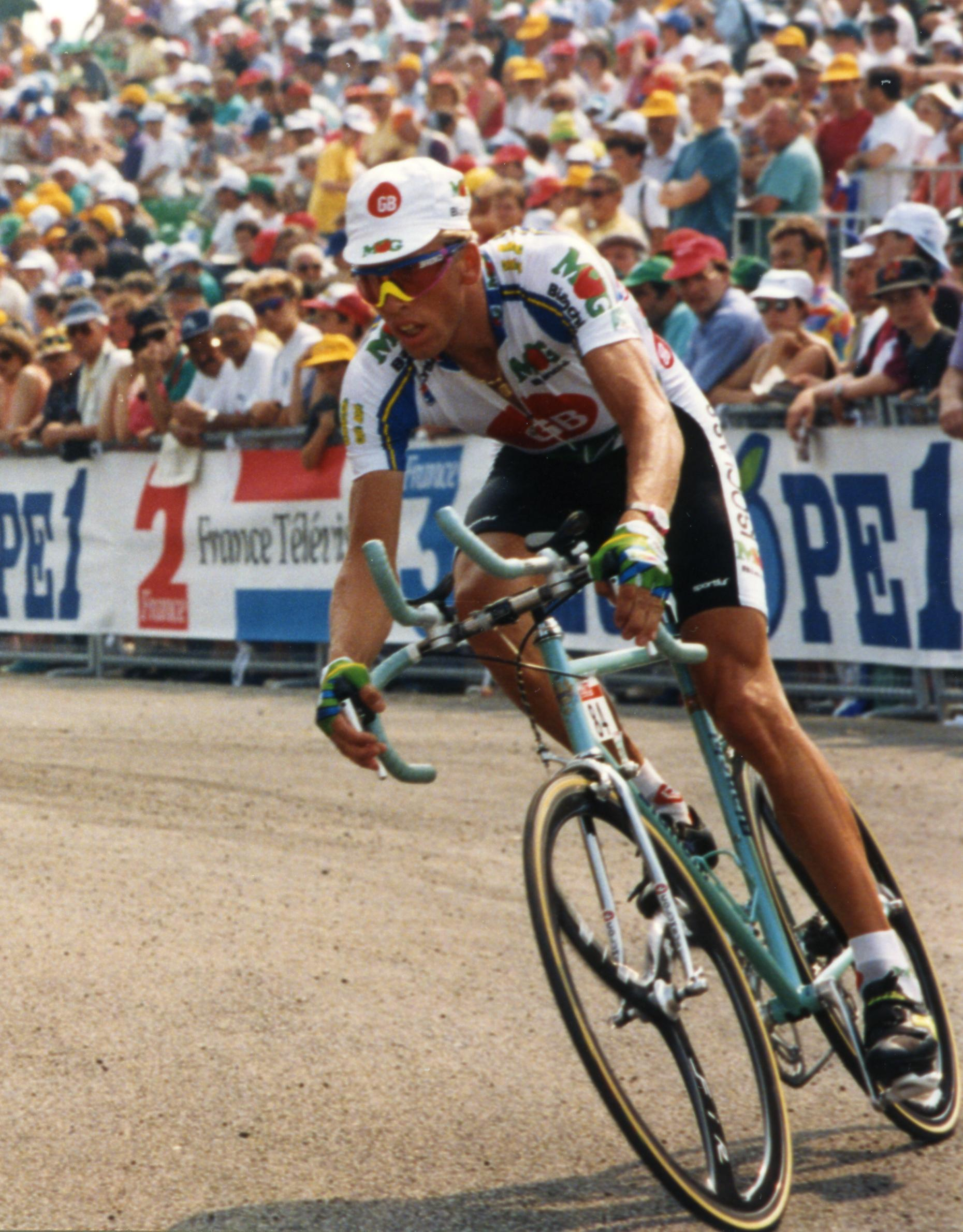
Zenon Jaskuła podczas Tour de France 1993

### Kariera amatorska
Kolarstwo zaczął uprawiać w 1977 w LZS Piast Śrem. W 1982 występował w zespole LZS Wielkopolska, w latach 1983–1984 w Gwardii Katowice, w latach 1984–1989 w Orlętach Gorzów Wielkopolski. W peletonie amatorskim zdobył drużynowo srebrny medal na igrzyskach olimpijskich w Seulu (1988 – razem z Joachimem Halupczokiem, Markiem Leśniewskim i Andrzejem Sypytkowskim) i mistrzostwach świata w Chambéry (1989) w drużynowym wyścigu szosowym na 100 km (w tym samym składzie). Ponadto reprezentował Polskę w indywidualnym wyścigu szosowym na mistrzostwach świata, zajmując 60. miejsce na MŚ w Giavera del Montello (1985), 72. na MŚ w Villach (1987) i 45. na MŚ w Chambéry (1989) oraz w wyścigu drużynowym, zajmując piąte miejsce na MŚ 1985 i siódme na MŚ 1987. Był trzykrotnym mistrzem Polski w jeździe indywidualnej na czas (1986, 1987, 1988) oraz mistrzem Polski w jeździe parami (1985 – z Lechem Piaseckim). Pięciokrotnie sięgał po wicemistrzostwo Polski (1985 w jeździe indywidualnej na czas, 1987 – w jeździe parami z Romanem Jaskułą, 1989 – w jeździe parami z Robertem Chełstowskim, 1983 i 1984 w wyścigu drużynowym na 100 km). Trzykrotnie sięgał po brązowy medal mistrzostw Polski (1989 – w jeździe indywidualnej na czas, 1984 – w jeździe parami z Dariuszem Zakrzewskim, 1988 – w – w jeździe parami z Robertem Chełstowskim).
W 1986 wygrał wyścig Settimana Ciclistica Bergamasca. Czterokrotnie startował w Wyścigu Pokoju (1986 – 27 m., 1987 – 5 m., 1988 – 13 m., 1989 – 3 m.). W 1985 wygrał prolog i dwa etapy Tour de Pologne, a w klasyfikacji końcowej wyścigu był szósty.

### Kariera zawodowa
W 1990 został jednym z pierwszych polskich kolarzy zawodowych. W tym samym roku wygrał pierwsze mistrzostwa Polski w indywidualnym wyścigu szosowym zawodowców. Jego największymi sukcesami były wygrany etap oraz trzecie miejsce w klasyfikacji końcowej Tour de France w 1993 (był również ze swoim zespołem zwycięzcą etapu drużynowego). Był pierwszym kolarzem z Europy Środkowo-Wschodniej, który stanął na podium „Wielkiej Pętli”. Sukces ten przyniósł mu drugie miejsce w Plebiscycie Przeglądu Sportowego na najlepszego sportowca Polski. W 1997 wygrał wyścig dookoła Portugalii, a w klasyfikacji końcowej Tour de Pologne był drugi.
Startował także siedmiokrotnie w Giro d’Italia (1990 – 20 m., 1991 – 9 m., 1992 – 17 m., 1993 – 10 m., 1994 – nie ukończył, 1995 – 38 m., 1996 – 20 m.), dwukrotnie w Vuelta a España (1990 i 1994 – nie ukończył), a w Tour de France poza udanym 1993 jeszcze czterokrotnie (1992 – nie ukończył, 1995 – 46 m., 1996 – nie ukończył, 1997 – 59 m.)

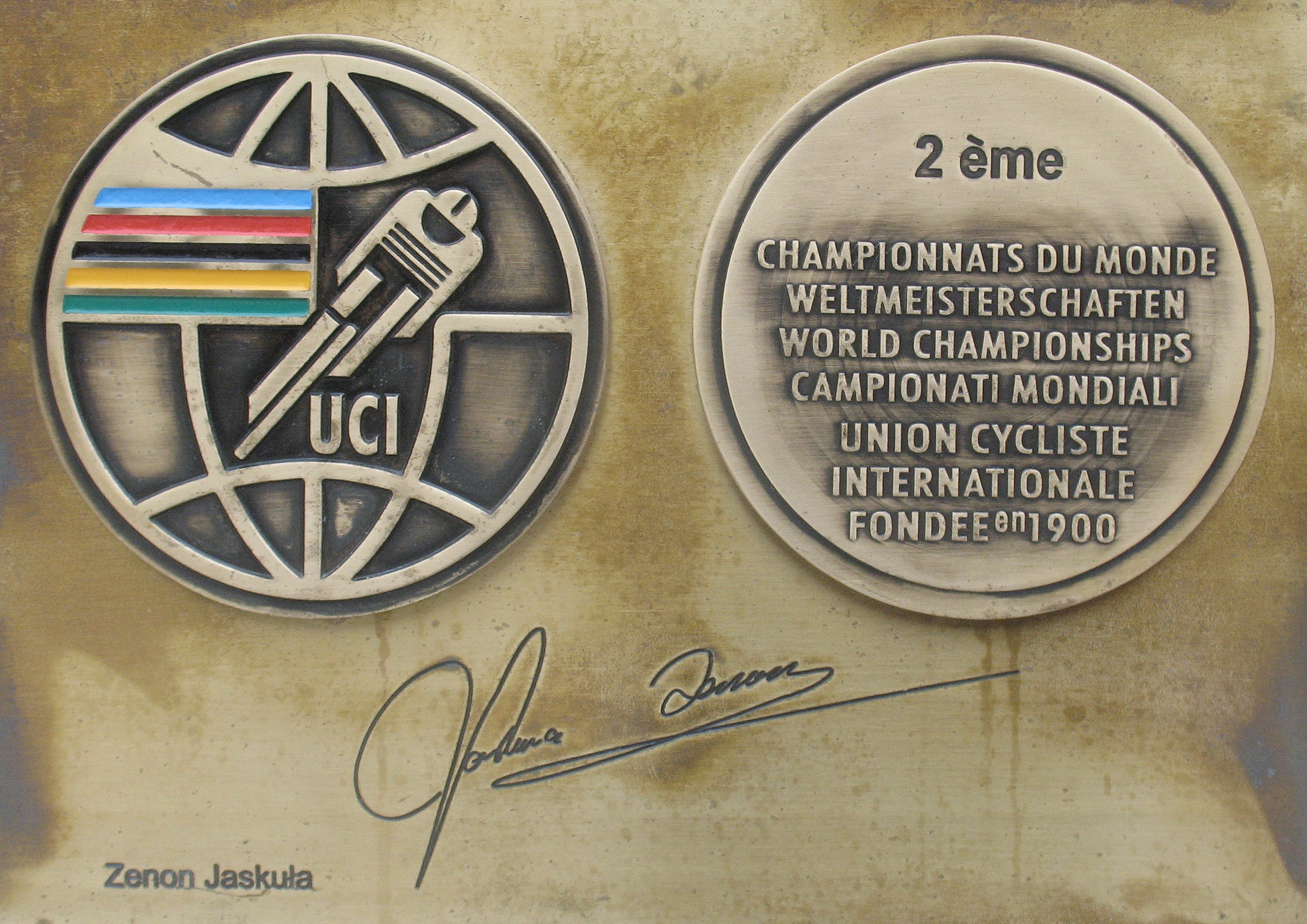
Medal i autograf Zenona Jaskuły w Alei Gwiazd Sportu w Dziwnowie

Reprezentował Polskę na mistrzostwach świata – w indywidualnym wyścigu szosowym startował w 1990 (24 m.), 1991 (nie ukończył), 1993 (nie ukończył), 1994 (39 m.), 1995 (18 m.), 1997 (62 m.), w jeździe indywidualnej na czas – w 1994 (9 m.), 1995 (7 m.), 1997 (9 m.). Nieszczęśliwy wypadek bezpośrednio przed zawodami (kolizja z samochodem w czasie treningu) uniemożliwił mu start na igrzyskach olimpijskich w Atlancie (1996).
Karierę kolarską zakończył w wieku 35 lat po zakończeniu sezonu 1997.

## Życie prywatne
Po zakończeniu kariery sportowej został przedsiębiorcą w branży budownictwa i wykończenia wnętrz.
Jego bratem jest kolarz Roman Jaskuła.
Odznaczony Krzyżem Kawalerskim Orderu Odrodzenia Polski (2000).
Został członkiem honorowego komitetu poparcia Bronisława Komorowskiego przed wyborami prezydenckimi w Polsce w 2015.

## Najważniejsze osiągnięcia
- 1981
  - 1. miejsce na 9. etapie Tour de Pologne
- 1985
  - 1. miejsce na 1. etapie Circuit de la Sarthe
  - 2. miejsce w mistrzostwach Polski (start wspólny)
  - 1. miejsce na prologu, 3. i 9. etapie Tour de Pologne
- 1986
  - 1. miejsce w Settimana Ciclistica Lombarda
  -  1. miejsce w mistrzostwach Polski (jazda ind. na czas)
- 1987
  -  1. miejsce w mistrzostwach Polski (jazda ind. na czas)
- 1988
  - 2. miejsce w Niedersachsen Rundfahrt
    - 1. miejsce na 1a i 9. etapie

  -  2. miejsce w igrzyskach olimpijskich (jazda druż. na czas)
  -  1. miejsce w mistrzostwach Polski (jazda ind. na czas)
- 1989
  -  2. miejsce w mistrzostwach świata w Chambéry (jazda druż. na czas)
  - 3. miejsce w mistrzostwach Polski (start wspólny)
  - 2. miejsce w Niedersachsen Rundfahrt
  - 3. miejsce w Wyścigu Pokoju
- 1990
  - 2. miejsce w Tirreno-Adriático
  -  1. miejsce w mistrzostwach Polski elite (start wspólny)
- 1991
  - 9. miejsce w Giro d’Italia
- 1992
  - 3. miejsce w GP Industria & Commercio di Prato
  - 1. miejsce na 8. i 9. etapie Herald Sun Tour
- 1993
  - 1. miejsce na 6. etapie Tour de Suisse
  - 10. miejsce w Giro d’Italia
  - 3. miejsce w Tour de France
    - 1. miejsce na 4. (druż.) i 16. etapie
- 1994
  - 1. miejsce w Trofeo dello Scalatore
  - 3. miejsce w Mediolan-Turyn
- 1995
  - 3. miejsce w Tour de Suisse
- 1997
  - 2. miejsce w Tour de Pologne
  - 1. miejsce w Volta a Portugal
    - 1. miejsce na 6. i 12. etapie